# Africaspis scutiae
Africaspis scutiae är en insektsart som först beskrevs av Charles Kimberlin Brain 1920.  Africaspis scutiae ingår i släktet Africaspis och familjen pansarsköldlöss. Inga underarter finns listade i Catalogue of Life.